# Anagraphis mirifica
Espèce
Anagraphis mirifica est une espèce d'araignées aranéomorphes de la famille des Gnaphosidae.

## Distribution
Cette espèce est endémique du Daghestan en Russie,. Elle se rencontre vers Sarykum.

## Description
La femelle holotype mesure 5,75 mm.

## Systématique et taxinomie
Cette espèce a été décrite par Ponomarev en 2024.

## Publication originale
- Ponomarev & Shmatko, 2024 : « Further notes on the spider fauna (Aranei) of southern Russia. » Caucasian Entomological Bulletin, vol. 20, no 2, p. 233-237.